# Mid Sussex
Mid Sussex är ett distrikt (motsvarande kommun) i grevskapet West Sussex i England, Storbritannien. Distriktet har 154 930 invånare (2022). Större orter är Burgess Hill, East Grinstead, Hassocks och Haywards Heath. Distriktet är indelat i 24 civil parishes.  